# Feitiços de Medeia (Carracci)
Feitiços de Medeia (Incantesimi di Medea, em italiano) é um dos dezoito afrescos que compõem o conjunto designado por Histórias de Jasão e Medeia pintado em 1584 pelos Carracci, família de pintores italianos da chamada Escola de Bolonha, e que se destinaram a decorar o topo das quatro paredes do salão nobre do Palazzo Fava, em Bolonha, onde ainda se encontram.
A sala do Palazzo Fava que alberga o friso tem planta rectangular estando os dezoito afrescos implantados em cada uma das parede, estando cinco afrescos nas mais compridas e quatro nas mais curtas. Cada parede abriga um "capítulo" da história dos Argonautas. A primeira seção trata dos eventos anteriores à expedição para a conquista do Velo dourado; a segunda diz respeito às aventuras da viagem dos Argonautas; a terceira aos eventos que acontecem na Cólquida, a terra distante onde se encontra o velo de ouro; a quarta é sobre os eventos ocorridos em Iolco, o retorno à pátria de Jasão, seguido por Medeia, estando Feitiços de Medeia englobado neste último grupo.
A cena é tomada do relato de Ovídio (Metamorfoses, Livro VII) que descreve os rituais mágicos através dos quais Medeia, a pedido do seu noivo, Jasão, se prepara para rejuvenescer o pai dele, Esão.
O painel Feitiços de Medeia, atribuido a Annibale ou a Ludovico, é provavelmente o mais notável de todo o friso pela fascinante atmosfera que o envolve.

## Descrição
Neste painel estão representados vários eventos que têm como protagonista a feiticeira caucasiana acompanhados de vários detalhes do poema de Ovídio. Destaca-se, em primeiro lugar, o nu em primeiro plano. Aqui vemos Medeia sentada na margem de uma lagoa profundamente absorta nos seus pensamentos. A jovem sacerdotisa reflecte sobre o destino que a atingiu por causa do seu amor por Jasão e demonstra, a única vez em todo o ciclo, a sua fragilidade e vulnerabilidade. Medeia parece ciente de que nem mesmo os seus próprios poderes de feiticeira poderão evitar um epílogo infeliz da sua vida, a vingança por todos os actos negativos que ela cometeu (e que ainda terá que cometer) pelo amor de Jasão.

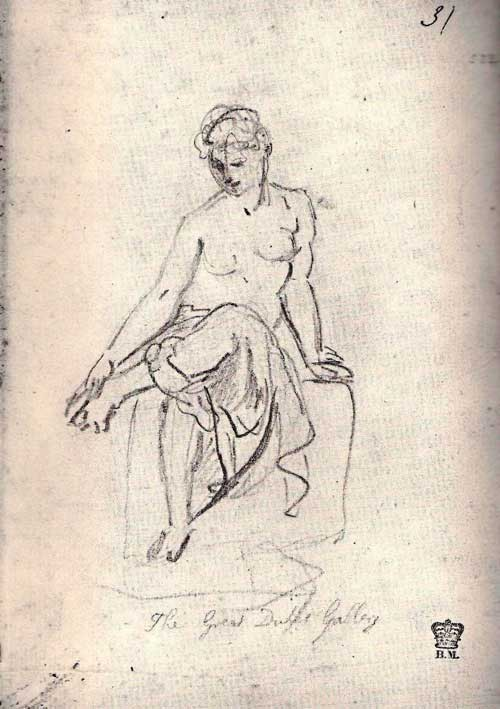
La Ninfa degli Uffizi estudo de Joshua Reynolds, British Museum, Londres

O autor do afresco, seja Ludovico ou Annibale, dá aqui uma prova notável da capacidade de caracterização psicológica da personagem. Esta Medeia pensativa parece assemelhar-se, de fato, pela eficácia da pretendida introspecção, à figura feminina protagonista da famosa gravura Melancolia I de Albrecht Dürer.
De acordo com uma hipótese crítica, o banho de Medeia em primeiro plano, que de facto não é mencionado em Ovídio, poderia ser uma citação do segundo dos "Cinco Cantos" de Ariosto, projetados por este para integração em Orlando Furioso mas que não concretizou. Em Ariosto, Medeia surge como rainha de uma região da Boémia costumando tomar banhos que também tinham uma virtude mágica pois com eles ela rejuvenescia. De acordo com esta posição, a conexão hipotética do afresco com este texto de Ariosto pode  basear-se também no fato de no painel seguinte ela aparecer quase como uma criança, mais jovem do que na cena onde prepara o feitiço.
A narrativa prossegue em segundo plano. Medeia está num coche puxado por dois dragões alados. Assim poderá sobrevoar toda a Tessália em busca do que precisa para criar o sortilégio do rejuvenescimento do seu sogro.
O terceiro episódio representado ocorre num plano intermédio. Medeia sacrifica num altar dois cordeiros de lã preta. Sobre a ara dominam duas estátuas de mármore brilhando à luz da tocha sustida pela feiticeira. São as estátuas de Hécate, de que Medeia é sacerdotisa, reconhecível pelas três cabeças da deusa (duas das quais são zoomorfas), e da Juventude, que, obviamente, simboliza o propósito do rito que Medeia está a celebrar.
Junto ao altar estão duas outras figuras cuja identificação não é clara. Para alguns, seria Jasão e o seu pai Esão, e para outros é Perséfone (a figura de costas) e Plutão.
Com efeito, no relato de Ovídio, o sacrifício dos cordeiros negros é oficiado para propiciar o favor dos deuses do sub-mundo para que eles não acabem com a vida do decrépito Esão nos momentos anteriores à prática do sortilégio de Medeia. O sangue dos cordeiros, misturado com leite e vinho, é vertido em dois buracos, que se vêem na parte inferior esquerda com as bordas manchadas em vermelho, de modo a que Plutão e Perséfone não se apressem a «privar da alma cansada os membros de Esão».

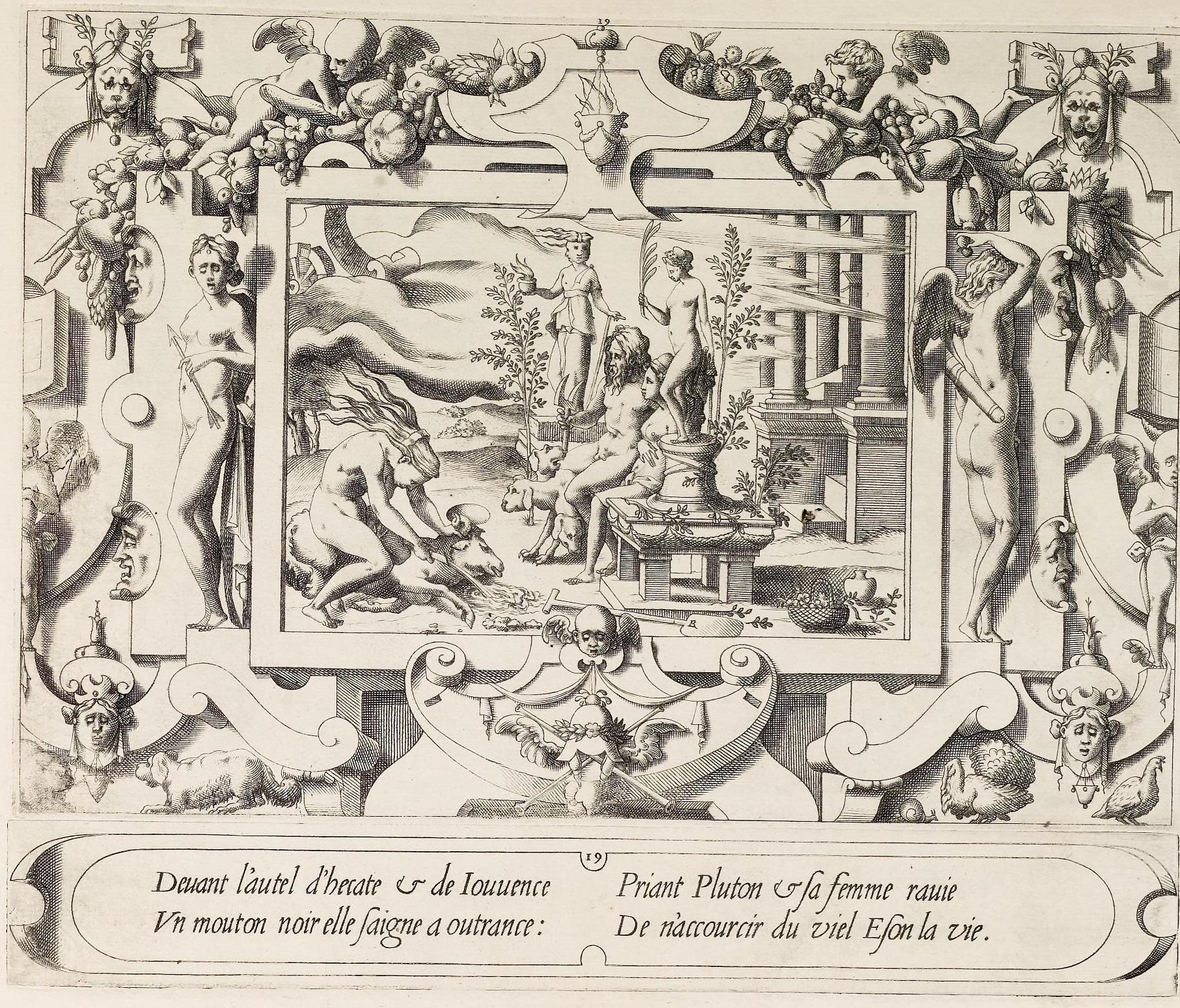
Sacrifício de Medeia a Plutão e Perséfone no altar de Hécate (1563), gravura de René Boyvin no Livre de la conqueste de la Toison d'Or.

A defesa da identificação das duas figuras em questão com os deuses do outro mundo, baseia-se numa gravura do Livro da conquista do Tosão de Ouro, em que, perante o altar de Hécate (bastante parecido com o que se vê no afresco), Medeia faz um sacrifício a Plutão e Perséfone, que estão sentados no mesmo altar e claramente indicados como tal na legenda da gravura.
Exatamente no centro da cena do afresco, depois, está o grande caldeirão usado para preparar o filtro que dará a Esão o vigor da juventude. Alguns dos ingredientes utilizados para prepará-lo (como a cabeça de um pássaro) estão no chão, bem como flores do lado esquerdo. Nos pontos onde caíram algumas gotas do filtro, o solo, como diz Ovídio, ganhou um aspecto primaveril.
Foram propostas várias fontes como modelos de inspiração para algumas das figuras que aparecem no afresco. Primeiro, para a figura de Medeia sentada à beira do espelho da água, encontrou-se semelhança com uma estátua antiga que representa uma ninfa sentada, escultura também conhecida como Ninfa alla spina. A estátua, que atualmente está nos Uffizi, esteve em Roma, de onde depois foi transferida para Florença no tempo em que os Carracci trabalhavam no Palazzo Fava.
No entanto, é duvidoso que algum dos Carracci tenha visto esta escultura diretamente sendo, portanto, mais plausível o conhecimento indireto do modelo antigo através de outras obras por sua vez inspiradas na Ninfa alla spina.
Mais convincente é a hipótese de o afresco ter tido fontes mais próximas do modelo original. A este respeito, sabe-se que da Ninfa alla spina o escultor Pier Jacopo Bonacolsi, mais conhecido pelo pseudónimo de "Antico", esculpiu no início do século XVI uma cópia em bronze de tamanho pequeno destinada ao Estúdio de Isabel d'Este (onde fazia dupla com um outro bronze do mesmo escultor, cópia por sua vez do célebre Spinario).
A pequena ninfa de Bonacolsi deve ter sido particularmente bem sucedida, o que é evidenciado pelas várias cópias da estatueta espalhadas pela Lombardia e Emilia. A hipótese, portanto, é que a Medeia na lagoa tenha tido como modelo um destes bronzes conhecidos pelos Carracci.

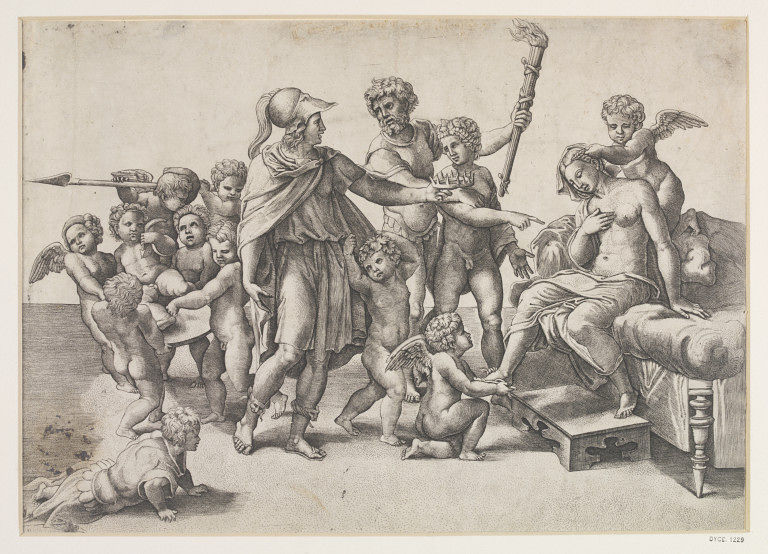
"Alexandre Magno e Roxane" gravura de Jacopo Caraglio a partir de desenho de Rafael

A análise da pintura, no entanto, parece mostrar que o modelo escultórico (derivado da estátua clássica) foi remodelado a partir do real. Colocando uma menina (ou um menino) na mesma pose do bronze para dar o resultado final que se vê no afresco com uma forma mais natural.
Também para o outro momento em que Medeia sacrifica os cordeiros no altar de Hécate, se propôs um outro modelo para a representação da sacerdotisa. É a figura de Alexandre o Grande que se vê num desenho preparatório de Rafael que representa o casamento do líder macedónio com a princesa persa Roxane, estudo que deveria ter sido usado para um ciclo de afrescos projetado para a Villa Farnesina de Agostino Chigi.
Não é verosímil que os Carracci tenham conhecido (na altura) o desenho de Rafael, mas ele foi passado a gravura por Jacopo Caraglio, uma fonte facilmente acessível. Mesmo neste caso, no entanto, o modelo da obra de arte provavelmente foi combinado com o estudo de modelo ao vivo.